# Martín Quirós Palau
Martín Luis Quirós Palau   (Valencia, 27 de abril de 1929 – Valencia, 17 de febrero de 2022) fue un médico y político valenciano, diputado en les Cortes Valencianas en las III, IV y V legislaturas.

## Carrera política
Militante de Alianza Popular, en las elecciones municipales de 1983 y 1987 encabezó las listas del partido al ayuntamiento de Valencia. Fue portavoz de su grupo municipal.
Posteriormente fue elegido diputado en las Corts Valencianas de 1991, 1995 y 1999. Entre 1999 y 2002 presidió la Comisión de Obras Públicas y Transportes (1995-1996) y la Comisión Especial para el estudio de la situación de los incendios forestales de las Cortes Valencianas, y de la de programas de cooperación con el tercer mundo. Asimismo, fue miembro de la Comisión Permanente no legislativa de Seguridad Nuclear de la cámara autonómica. De 1996 a 1999, también fue Secretario Primero de la Mesa de las Cortes Valencianas. En enero de 2002 renunció a su escaño alegando motivos personales, pues consideraba que Eduardo Zaplana no contaba con él.
Fue presidente del consejo de RTVV desde 1995 hasta su renuncia al cargo en 2002. También fue presidente de la Fundación Torres Sala. De 2011 a 2018 fue miembro del Consell Valencià de Cultura.
Al abandonar la política, pasó a un puesto en Gas Natural y la presidencia del Consejo Valenciano del Movimiento Europeo (de 2002 a 2012), ambos cargos por intermediación del propio Zaplana.

## Vida personal

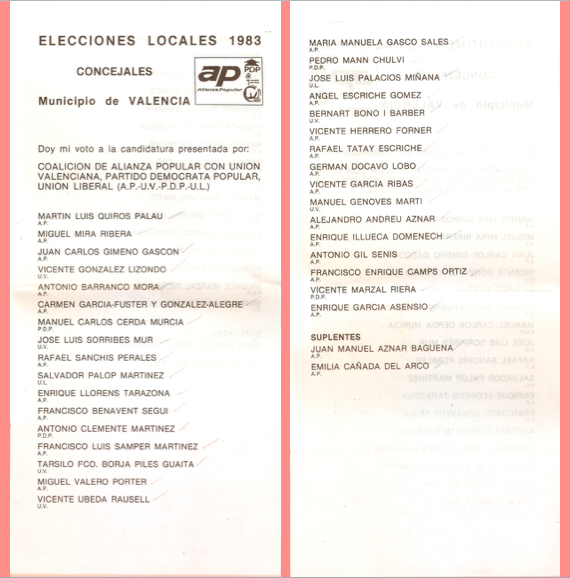
Papeleta de la lista encabezada por Quirós en 1983 al ayuntamiento. AP iba en coalición con PDP y UL, como en el resto de España, pero también con UV. En la lista aparecen el líder valencianista, Vicente González Lizondo, y en una posición muy retrasada Francisco Camps, quien llegaría a Presidente de la Generalidad.

Se licenció en Medicina en la Universidad de Valencia, especializándose en anestesiología y reanimación. Era autor del libro La anestesia y reanimación, su historia en Valencia durante el s. XX.
Casado, tuvo cinco hijos y once nietos. En 1987 sufrió un grave infarto.
Murió en Valencia el 17 de febrero de 2022 a consecuencia de un cáncer de esófago.